# Multiplex Fiera
Multiplex Fiera je regionálním multiplexem digitálního rozhlasového vysílání DAB+ v České republice, ve kterém vysílají komerční rádia. Provozuje ho společnost Fiera touch s.r.o.
Multiplex je plně regionalizovatelný a je rozdělen do 4 regionů:
| Region                                        | Ensemble ID | Label | Blok |
| --------------------------------------------- | ----------- | ----- | ---- |
| SZ + SV Čechy (KV + UL + LIB + HK + PAR kraj) | 0x2109      | FIERA | 7D   |
| Praha                                         | 0x2119      | FIERA | 5C   |
| Jižní Čechy                                   | 0x2129      | FIERA | 9A   |
| Vysočina                                      | 0x2139      | FIERA | 6B   |

## Rozhlasové stanice v multiplexu (kmitočtový blok 5C)
| Stanice      | logo | Název        | Název krátký | Bitová rychlost | Mód zvuku | Kodek     | Ochrana | ID | SID  |
| ------------ | ---- | ------------ | ------------ | --------------- | --------- | --------- | ------- | -- | ---- |
| Energic      |      | ENERGIC      | ENERGIC      | 96 kbit/s       | Stereo    | HE-AAC v1 | EEP 1-A | 1  | 2FD0 |
| ZUN rádio    |      | ZUN radio    | ZUN          | 72 kbit/s       | Stereo    | HE-AAC v1 | EEP 1-A | 2  | 2F76 |
| Seejay rádio |      | SeeJay radio | SeeJay       | 96 kbit/s       | Stereo    | AAC-LC    | EEP 1-A | 3  | 2FB0 |
| WorldRadio   |      | WorldRadio   | WorldRad     | 96 kbit/s       | Stereo    | AAC-LC    | EEP 1-A | 4  | 2FBC |

## Rozhlasové stanice v multiplexu (kmitočtový blok 6B)
| Stanice           | logo | Název            | Název krátký | Bitová rychlost | Mód zvuku | Kodek     | Ochrana | ID | SID  |
| ----------------- | ---- | ---------------- | ------------ | --------------- | --------- | --------- | ------- | -- | ---- |
| Color Music Radio |      | COLOR MusicRadio | COLOR        | 96 kbit/s       | Stereo    | HE-AAC v1 | EEP 1-A | 2  | 2442 |
| Energic           |      | ENERGIC          | ENERGIC      | 96 kbit/s       | Stereo    | HE-AAC v1 | EEP 1-A | 1  | 2FD0 |
| Hey Radio         |      | HEY Radio        | HEYRadio     | 96 kbit/s       | Stereo    | HE-AAC v1 | EEP 1-A | 3  | 24F8 |
| Radio Dechovka    |      | Radio Dechovka   | Dechovka     | 96 kbit/s       | Stereo    | HE-AAC v1 | EEP 3-A | 4  | 24B2 |
| Rádio Sázava      |      | Rádio SÁZAVA     | SÁZAVA       | 72 kbit/s       | Stereo    | HE-AAC v2 | EEP 3-A | 5  | 2FBA |
| ZUN rádio         |      | ZUN radio        | ZUN          | 96 kbit/s       | Stereo    | HE-AAC v1 | EEP 3-A | 14 | 2F76 |
| Seejay rádio      |      | SeeJay radio     | SeeJay       | 96 kbit/s       | Stereo    | HE-AAC v1 | EEP 2-A | 6  | 2FB0 |
| WorldRadio        |      | WorldRadio       | WorldRad     | 96 kbit/s       | Stereo    | HE-AAC v1 | EEP 3-A | 7  | 2FBC |

## Rozhlasové stanice v multiplexu (kmitočtový blok 7D a 9A)
| Stanice           | logo | Název            | Název krátký | Bitová rychlost | Mód zvuku | Kodek     | Ochrana | ID | SID  |
| ----------------- | ---- | ---------------- | ------------ | --------------- | --------- | --------- | ------- | -- | ---- |
| Color Music Radio |      | COLOR MusicRadio | COLOR        | 96 kbit/s       | Stereo    | HE-AAC v1 | EEP 1-A | 2  | 2442 |
| Energic           |      | ENERGIC          | ENERGIC      | 96 kbit/s       | Stereo    | HE-AAC v1 | EEP 1-A | 1  | 2FD0 |
| Hey Radio         |      | HEY Radio        | HEYRadio     | 96 kbit/s       | Stereo    | HE-AAC v1 | EEP 1-A | 3  | 24F8 |
| Rádio Sázava      |      | Rádio SÁZAVA     | SÁZAVA       | 72 kbit/s       | Stereo    | HE-AAC v2 | EEP 3-A | 4  | 2FBA |
| ZUN rádio         |      | ZUN radio        | ZUN          | 72 kbit/s       | Stereo    | HE-AAC v1 | EEP 1-A | 5  | 2F76 |
| Seejay rádio      |      | SeeJay radio     | SeeJay       | 96 kbit/s       | Stereo    | AAC-LC    | EEP 1-A | 6  | 2FB0 |
| WorldRadio        |      | WorldRadio       | WorldRad     | 96 kbit/s       | Stereo    | AAC-LC    | EEP 2-A | 7  | 2FBC |

## Vysílače multiplexu
Multiplex je šířen z následujících vysílačů:

| Vysílač         | Kanál | Kmitočet    | Výkon (ERP)                | Polarizace |
| --------------- | ----- | ----------- | -------------------------- | ---------- |
| Praha Děvín     | 5C    | 178.352 MHz | 5 kW (dočasně, pak 10 kW)  | vertikální |
| Trutnov Lanovka | 7D    | 194.064 MHz | <1 kW (dočasně, pak 10 kW) | vertikální |
| Jemnice         | 6B    | 183,648 MHz | 0,06 kW                    | vertikální |
| Tábor / Cihelna | 9A    | 202,928 MHz | 0,4 kW                     | vertikální |